# Кровоостанавливающий жгут

резиновый жгут из аптечки первой помощи, наиболее распространенный тип жгута на территории России и СНГ

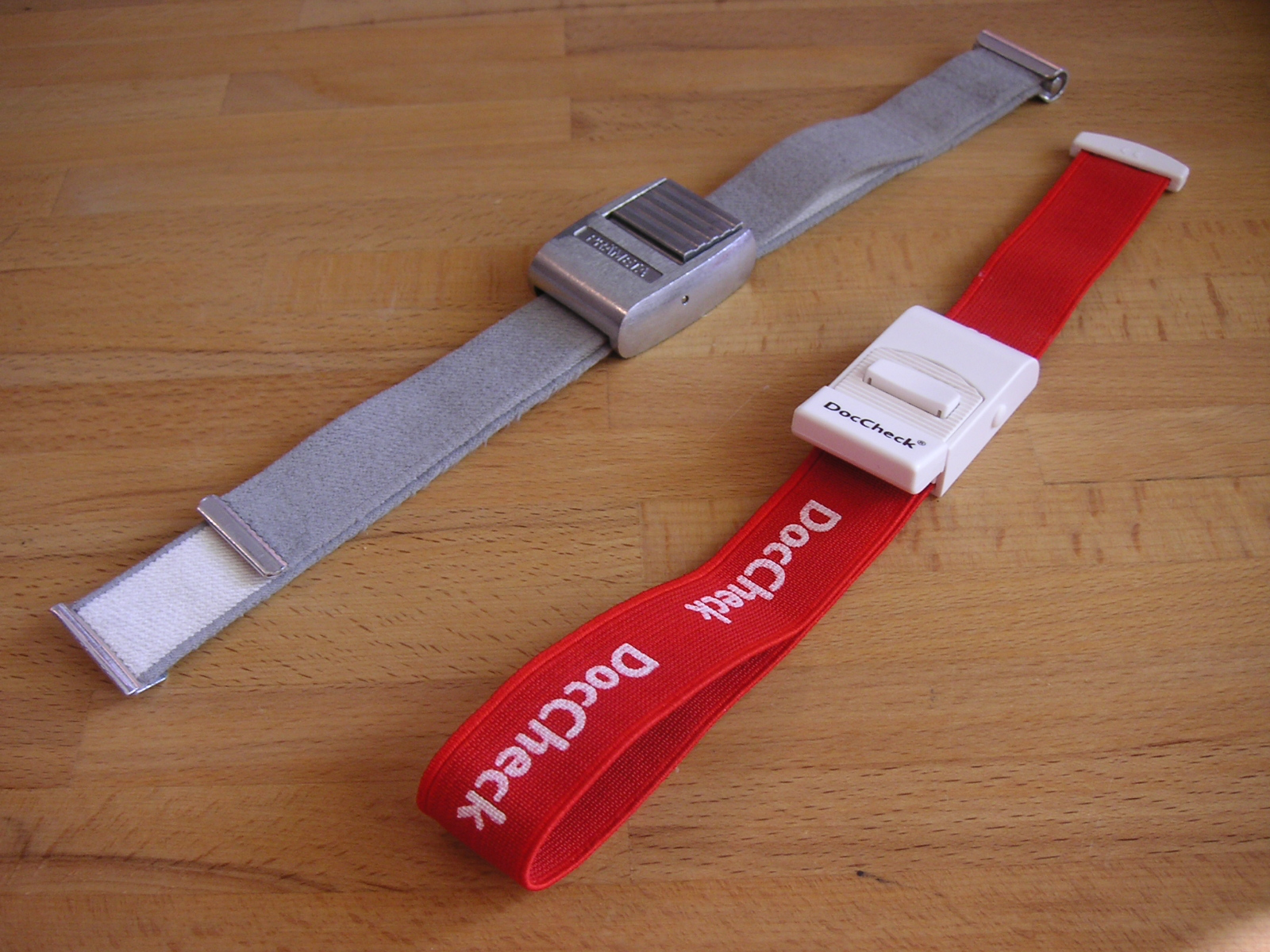
жгуты из ткани

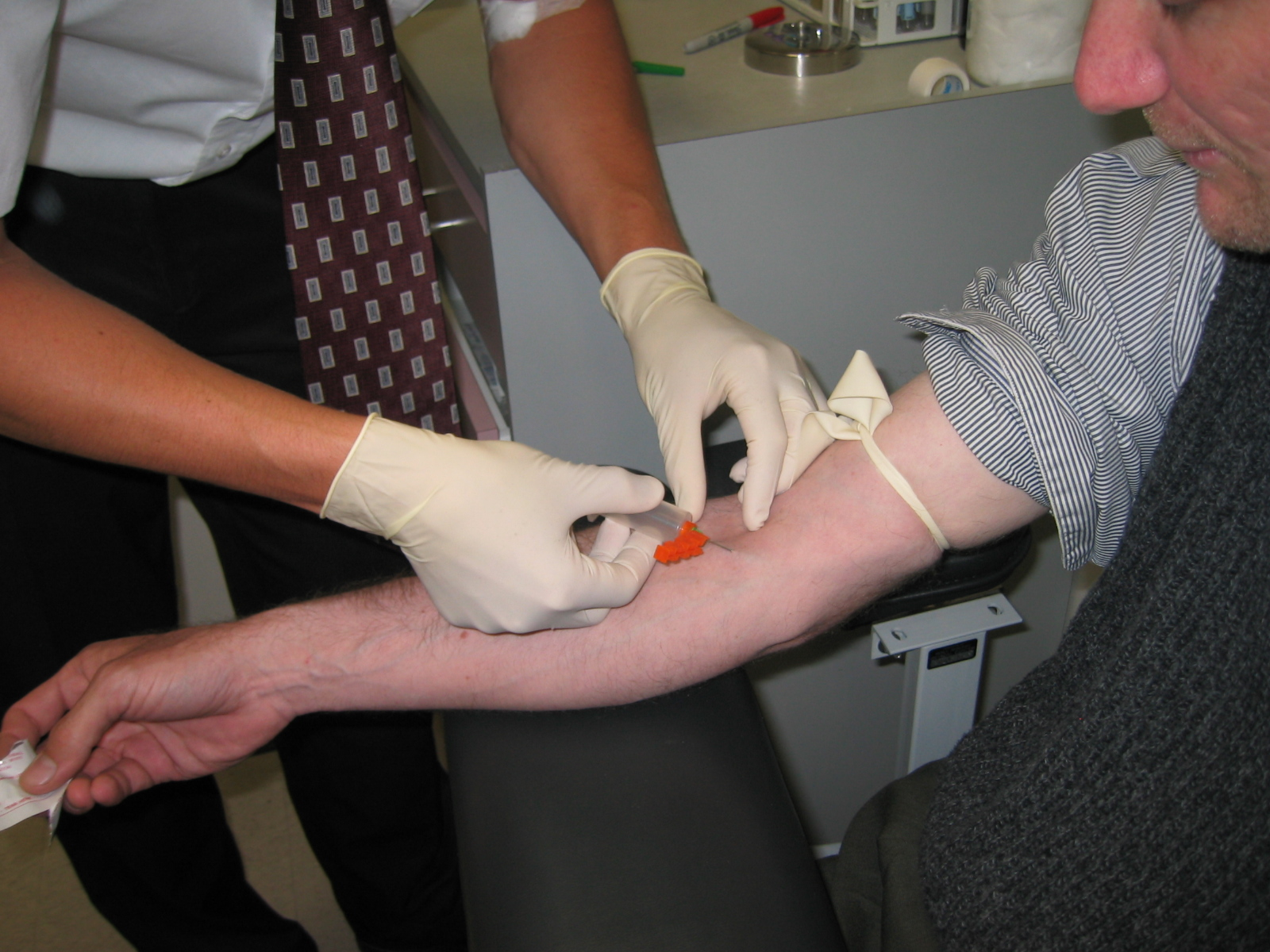
венепункция, жгут из резинки

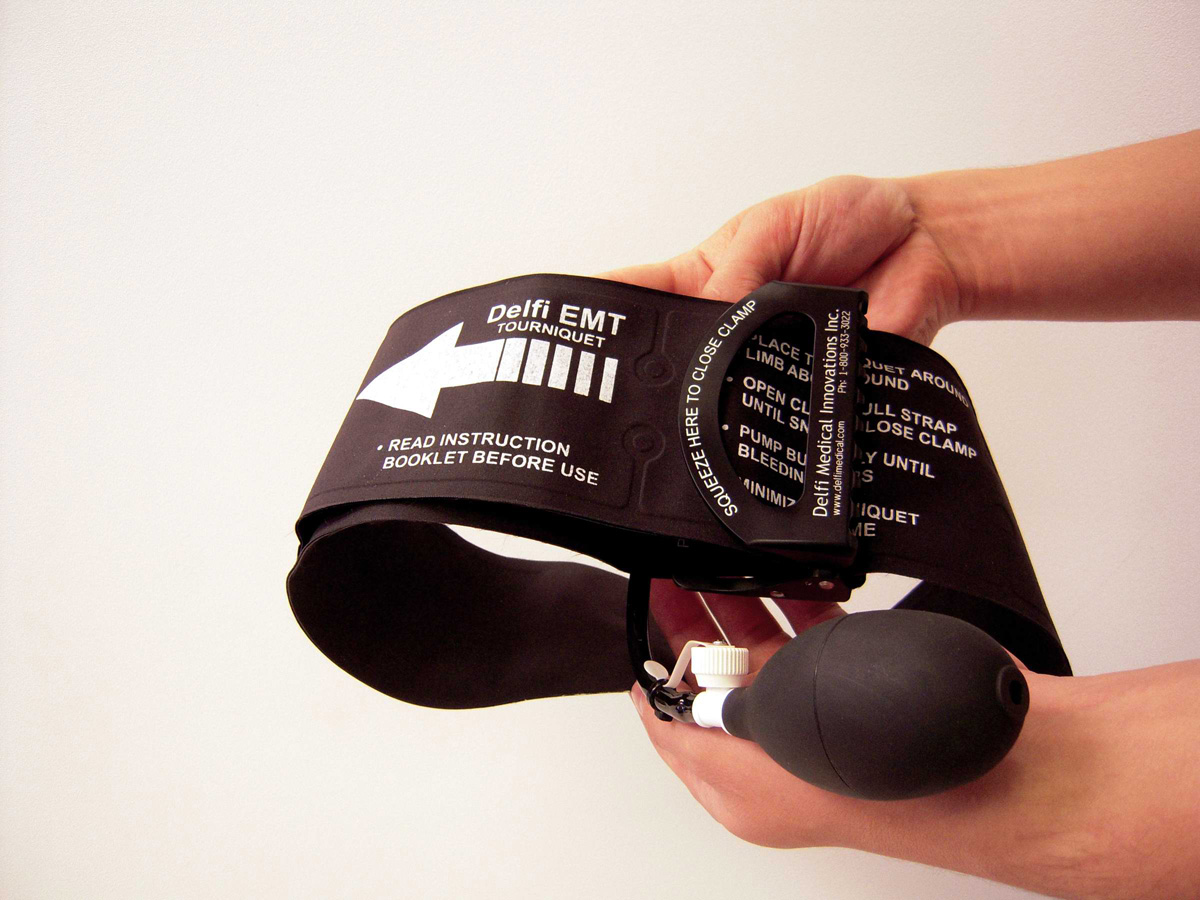
пневматический жгут

Жгут эластический, или турникет (фр. tourniquet) — средство временной остановки кровотечения из крупных кровеносных сосудов, представляет собой прочную, относительно узкую и длинную полоску какого-либо материала, накладываемую с целью прижатия сосуда к костным выступам, уменьшения его просвета, и, как следствие, прекращения или значительного уменьшения кровотечения.

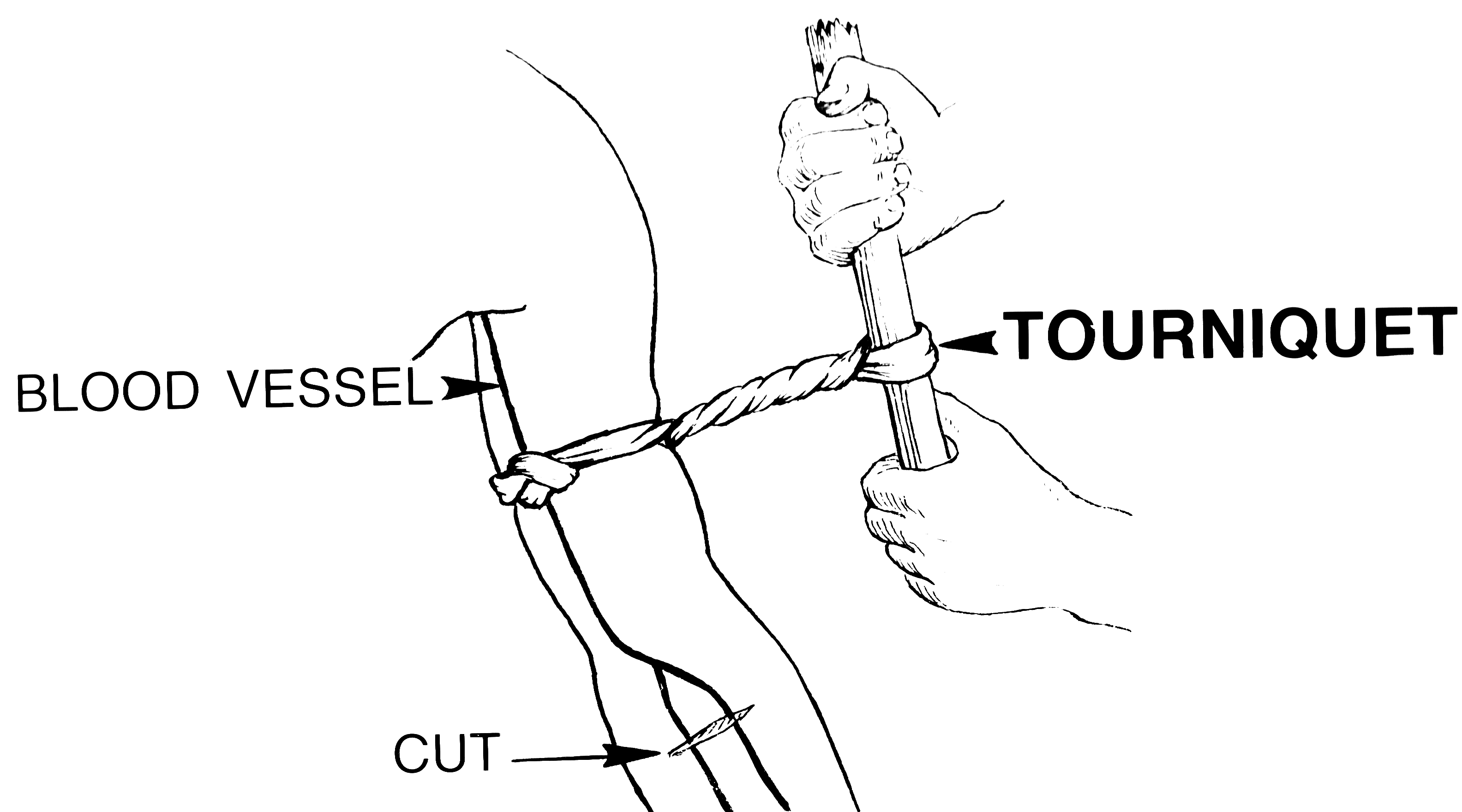
импровизированный жгут из ткани

Импровизированный жгут может быть изготовлен из любых подручных средств: ремня, верёвки, велокамеры и тому подобного. Специализированные жгуты изготавливаются из резины, простейшие представляют собой полоску резины с отверстиями для фиксатора, есть самозатягивающиеся жгуты.

## История

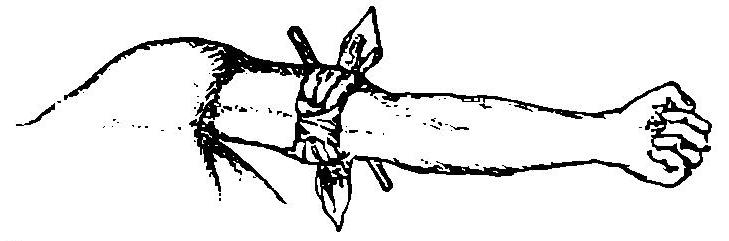
испольвание ткани и палки вместо жгута

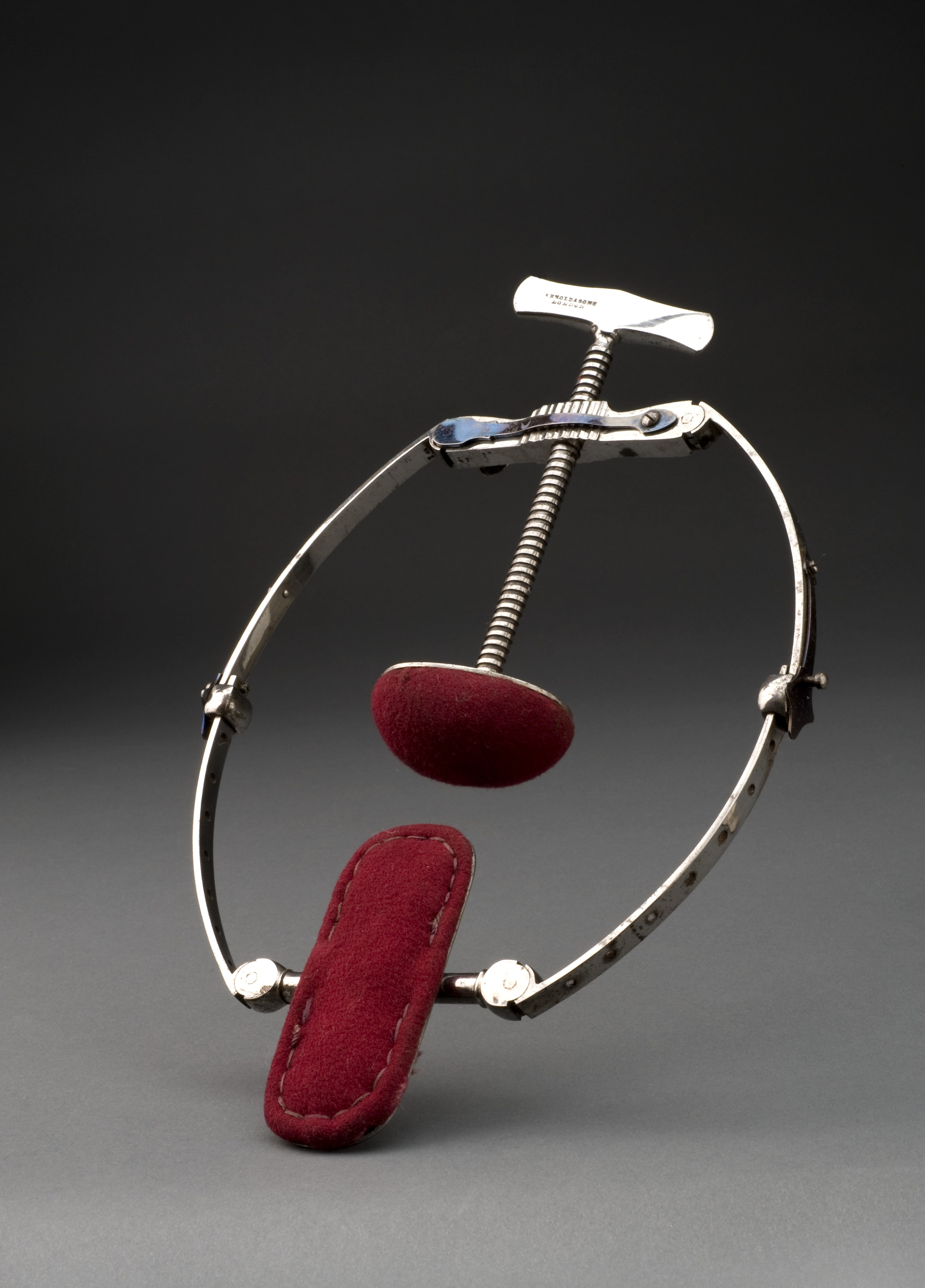
зажим для остановки крови при операции

Наложение повязок для остановки кровотечения имеет длительную историю.
Методику применения кровоостанавливающего жгута (эластического бинта (жгута) Эсмарха) в военно-полевой хирургии разрабатывал в XIX веке Фридрих Август фон Эсмарх.
В СССР стандартизованный матерчатый кровоостанавливающий жгут с закруткой был утверждён по результатам конкурса, проведённого Санитарным управлением РККА в 1933 году. Летом 1938 года НИИСИ РККА был объявлен конкурс на разработку новых образцов кровоостанавливающего жгута: общеармейского и для лётчиков.

## Применение
Жгут является средством временной остановки кровотечения из магистральных сосудов конечностей. Наложение жгута является одним из мероприятий первой помощи. Своевременно наложенный жгут может спасти жизнь пострадавшему.
Жгут ранее применялся при обескровливании — предшествующий многим хирургическим операциям искусственный приём удаления крови из оперируемой области тела, с целью уменьшения или устранения кровотечения.
Используют для взятия венозной крови на анализ, укола, введение шприцем лекарства в вену, для установки капельницы, также используют наркоманы для введения наркотика в вену. Для переливания крови.

## Методика наложения
Перед наложением жгута следует оценить тип кровотечения, венозное оно или артериальное. При венозном кровотечении кровь тёмная вытекает струёй, при артериальном кровотечении кровь алая, фонтанирует. Критерием успешности наложения жгута является остановка кровотечения, или исчезновение пульса на конечности на которую наложен жгут. Жгут должен быть наложен на расстоянии 3-5 см от места кровотечения так, чтобы прижимать крупный сосуд к костным выступам.

### Методика наложения жгута на шею
При артериальном кровотечении из сосудов шеи жгут можно использовать для наложения давящей повязки. Существует три основных метода наложения жгута на шею.
1. Жгут накладывается на валик из ткани (одежды или бинта), который прижимается к ране; другой стороной жгут оборачивается вокруг руки, заведённой за голову. Таким образом, одна сторона шеи не прижата жгутом, и кровь продолжает поступать к головному мозгу.
2. Жгут накладывается аналогично, но второй конец проводится через подмышечную впадину пострадавшего.
3. На неповреждённую половину шеи накладывается проволочная шина Крамера, а уже поверх неё накладывается жгут.

### Артериальное кровотечение
При артериальном кровотечении жгут накладывается проксимальней (то есть «ближе» к сердцу на один сустав) места поражения (при кровотечении из запястья жгут накладывается на плечо).

### Венозное кровотечение
При венозном кровотечении наложение жгута в классическом варианте не применяется. Возможно разве что использование жгута для наложения давящей стерильной повязки на место повреждения, но затягивается он гораздо слабее чем при штатном применении.

### Наложение в зоне непосредственной опасности
В случае нахождения пострадавшего с любым сильным кровотечением в зоне непосредственной опасности (например, при нахождении раненого под обстрелом), жгут накладывается ближе всего к телу (чуть ниже подмышек на руку или на самую верхнюю часть бедра) вне зависимости от типа кровотечения. После эвакуации пострадавшего в относительно безопасную зону, определяется тип кровотечения и если артерии не задеты, жгут снимается.

### Распространённые ошибки
- На бумажке под жгутом или на лбу пострадавшего не написано время наложения жгута.
- Жгут закрыт одеждой или бинтом.
- Наложение жгута при отсутствии артериального кровотечения приводит к усилению кровотечения.
- Недостаточно туго затянут жгут, наложение жгута приводит к ишемии тканей, но не прекращает кровопотерю.
- Неверно выбрано место наложения жгута, магистральные сосуды не прижаты к костным выступам. Кровотечение продолжается.
- Ущемление нервных стволов наложенным жгутом, в перспективе приводит к параличам и парезам конечностей.
- Превышение максимального времени наложения жгута, приводит к некротическим изменениям в тканях, впоследствии может привести к потере конечности.
  - Снятие жгута, время наложения которого сильно превышено: конечность уже не спасти, а если снять жгут, кровоток разнесёт уже имеющиеся в конечности продукты разложения по всему организму, вызывая летальный исход.
- Жгут наложен на голую кожу, вызывает травматизацию кожи под жгутом.
  - Жгут не наложен на голую кожу, если под него нечего подложить.

## Классификация по механике сжатия конечности
Кровоостанавливающие жгуты-турникеты можно классифицировать по принципу их действия и механике создания сдавливающего усилия на конечности:

### Эластические жгуты
- Принцип наложения: Жгут растягивается и накладывается на конечность путем создания нескольких витков вокруг неё.
- Принцип сжатия: Сдавливающее усилие создаётся за счёт эластичности самого материала жгута (резина, силикон и т.п.), который стремится вернуться в исходное (не растянутое) состояние, сжимая ткани конечности. Основным примером является резиновый (латексный) жгут Эсмарха.

### Неэластические турникеты
- Принцип наложения: На конечность накладывается один виток плоской нерастяжимой стропы (ленты), концы которой затем стягиваются для создания давления.
- Принцип сжатия: Сдавливающее усилие создается исключительно за счёт механического стягивания концов стропы. Различают несколько подтипов по механизму стягивания:
  - Воротковые (закрутки): Концы стропы стягиваются путём их скручивания относительно друг друга с помощью палочки-воротка или специального тумблера.
  - Рычажные: Концы стропы стягиваются с помощью рычажного механизма. В одних конструкциях рычаг взаимодействует с зубчатой рейкой, в других – рычаг напрямую стягивает один конец стропы относительно зафиксированного другого конца.
  - Полиспастовые: Концы стропы стягиваются через систему блоков (полиспаст), что позволяет достигать очень высокого усилия сжатия при меньшем прикладываемом усилии пользователя.
  - Храповые: Стропа наматывается на катушку, вращаемую рычагом с храповым механизмом, обеспечивающим плавное затягивание и надёжную фиксацию достигнутого натяжения.
- Гибридные (смешанные) механизмы: Современные конструкции часто комбинируют принципы для повышения удобства или эффективности. Например:
  - Воротковый + Храповый: Вращение воротка (который может иметь форму тумблера с ручкой) осуществляется через храповый механизм для фиксации натяжения.
  - Воротковый + Полиспастовый: Вращение воротка передается на стропу, пропущенную через силовые полиспасты, что существенно снижает усилие, необходимое для затягивания.

### Пневматические турникеты
- Принцип наложения: На конечность накладывается один виток в виде широкой плоской воздухонепроницаемой камеры (манжеты).
- Принцип сжатия: Сдавливающее усилие создаётся за счёт нагнетания воздуха под давлением во внутреннюю полость камеры (манжеты), которая, расширяясь, равномерно сдавливает конечность по всей ширине манжеты.

## Примеры неэластических кровоостанавливающих турникетов

### Воротковые

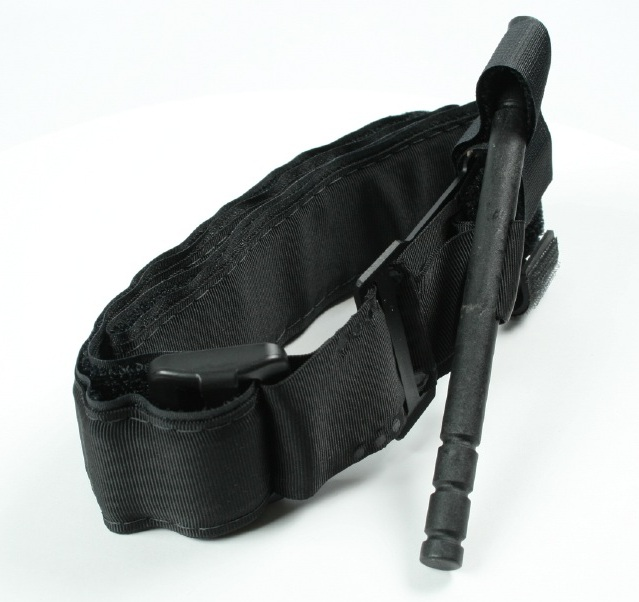
Кровоостанавливающий турникет-закрутка

#### Кровоостанавливающий турникет-закрутка
Кровоостанавливающий турникет-закрутка представляет собой ленту (шириной несколько сантиметров, как и обычный жгут) из плотного, как правило, синтетического материала с палочкой в середине, которая фиксируется после наложения жгута и закручивания. Такая конструкция позволяет наложить жгут самому себе. Также в большинстве случаев конструкция содержит медицинский маячок для указания времени его наложения.

### Рычажные

#### Кровоостанавливающий турникет рычажный
Кровоостанавливающий турникет рычажный представляет собой ленту (шириной несколько сантиметров) из плотного, как правило, синтетического материала с рычажным механизмом для сжатия. После наложения турникета рычаг стягивает ленту, создавая необходимое давление для остановки кровотечения. Такая конструкция позволяет использовать турникет как для взаимопомощи, так и самопомощи. Также в большинстве случаев конструкция содержит медицинский маячок для указания времени его наложения.

### Гибридные (смешанные) механизмы

#### Кровоостанавливающий турникет-закрутка на полиспастах

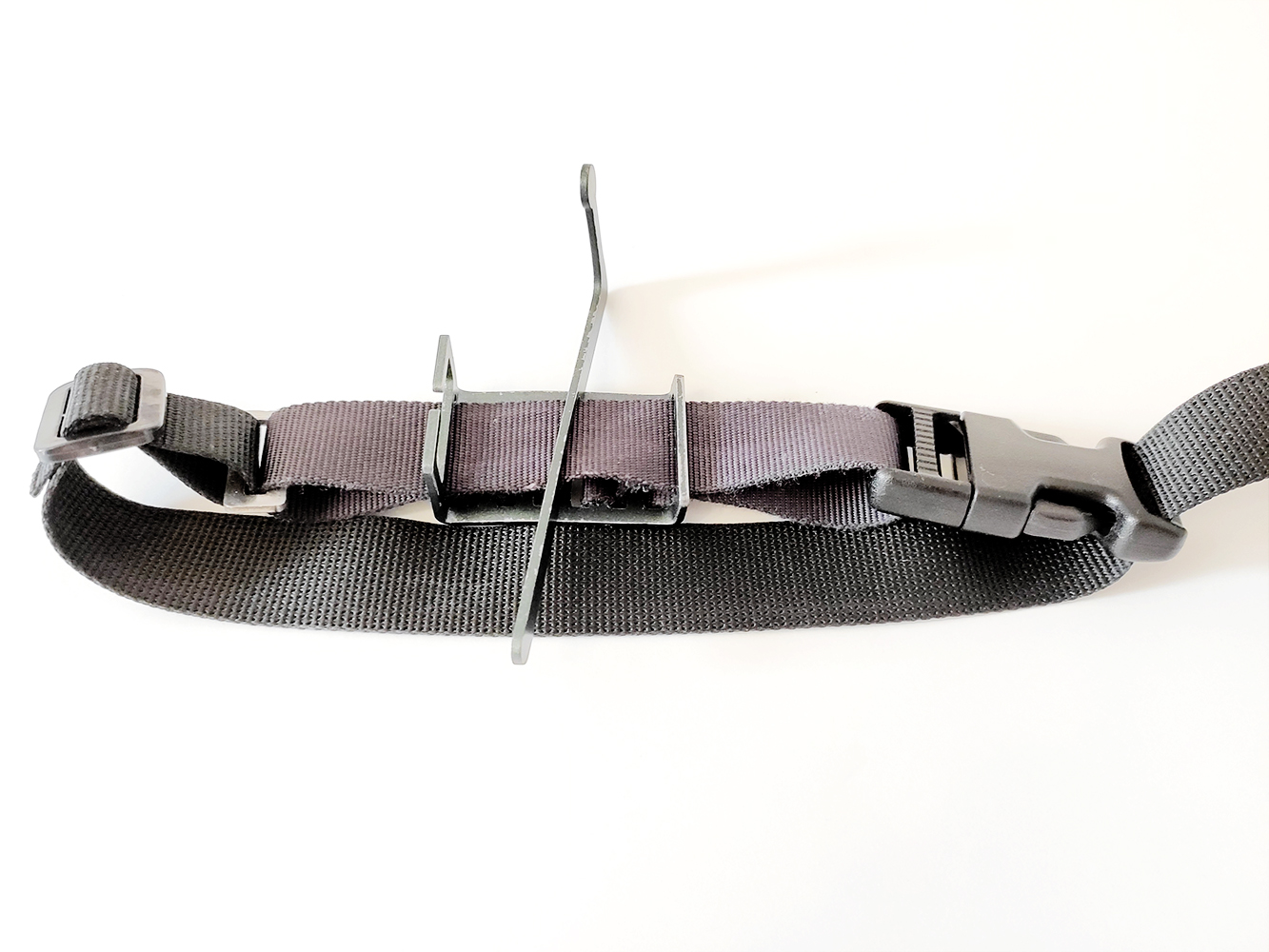
Турникет-закрутка на полиспастах (гибридный вариант)

Кровоостанавливающий турникет-закрутка с полиспастным усилением представляет собой ленту (шириной несколько сантиметров) из плотного, как правило, синтетического материала с воротком и системой блоков (полиспастом). Вороток фиксируется после наложения жгута и закручивания, при этом полиспастный механизм усиливает затягивание. Такая конструкция позволяет использовать турникет как для взаимопомощи, так и самопомощи. Также в большинстве случаев конструкция содержит медицинский маячок для указания времени его наложения.

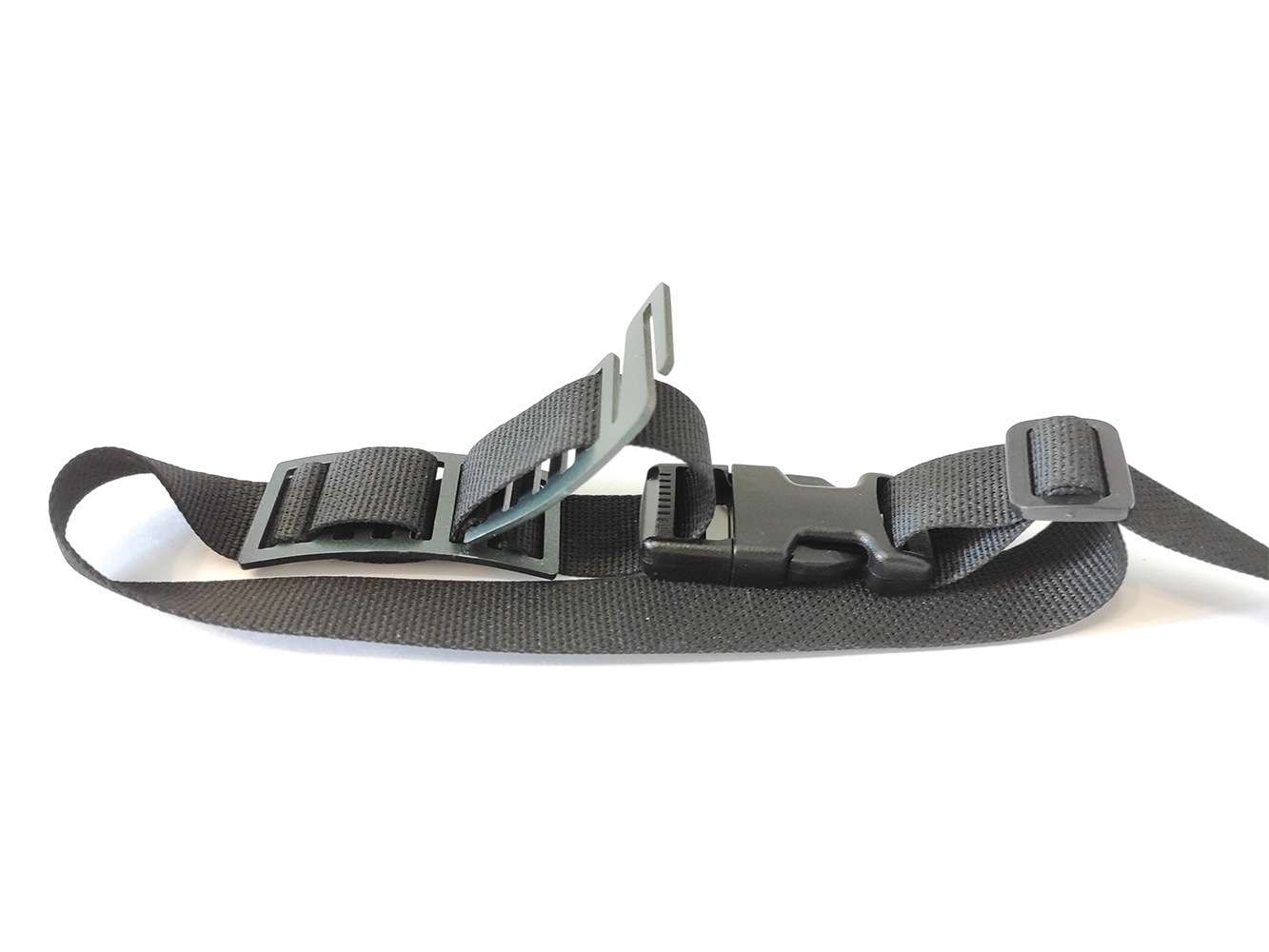
Турникет рычажный